# Grochowiska Księże (przystanek kolejowy)
Grochowiska Księże – nieczynny wąskotorowy przystanek kolejowy w Grochowiskach Księżych, w województwie kujawsko-pomorskim.